# Torbenella
Torbenella is een geslacht van kreeftachtigen uit de klasse van de Malacostraca (hogere kreeftachtigen).

## Soorten
- Torbenella calvata (Macpherson, 2006)
- Torbenella insolita (Macpherson, 2004)
- Torbenella orbis (Baba, 2005)